# Jan Skruszewicz
Jan Skruszewicz (ur. 8 czerwca 1909 w Krowicach, zm. 17 maja 1990) – polski rolnik, poseł na Sejm PRL I kadencji.

## Życiorys
Z zawodu rolnik. Pracował na stanowisku przewodniczącego zarządu spółdzielni produkcyjnej. Został członkiem Polskiej Zjednoczonej Partii Robotniczej. W 1952 uzyskał mandat posła na Sejm PRL I kadencji w okręgu Inowrocław, w parlamencie pracował w Komisji Obrotu Towarowego.
Odznaczony Złotym Krzyżem Zasługi (1951).
Pochowany na cmentarzu parafialnym w Brześciu Kujawskim.